# PAG (società di investimento)
PAG è una società di investimento asiatica che gestisce varie classi di attività, tra cui principalmente private equity, credito, settore immobiliare e hedge fund. Opera principalmente nella zona dell'Asia Pacifico (APAC) ed è considerata una delle più grandi società di investimento privato in Asia.
Private Equity International (PEI), ha classificato PAG nel 2023 come la settima più grande società di private equity in Asia in base alla raccolta totale di fondi negli ultimi cinque anni.
PAG ha uffici in Asia (Tokyo, Hong Kong, Shanghai, Seoul, Mumbai, Singapore), Australia (Sydney, Melbourne), Europa (Londra), America (New York).

## Storia
Le origini di PAG provengono dalla società Pacific Alliance Group (da cui l'acronimo PAG), un hedge fund fondato nel 2002 da Chris Gradel e Horst Geicke. L'ex Pacific Alliance Group costituisce ora la branca Credit & Markets della PAG.
La branca immobiliare è nata invece dalla Secured Capital Japan, una società di gestione immobiliare giapponese quotata alla Borsa di Tokyo fondata nel 1997 da Jon-Paul Toppino. Nel marzo 2009 PAG ha acquisito una partecipazione del 40% in Secured Capital e nel novembre 2010 ne ha acquisito le rimanenti azioni.
La branca del private equity è stata fondata nel 2010 all'interno di PAG da Weijian Shan.
Nello stesso anno Weijian Shan, Chris Gradel e Jon-Paul Toppino hanno unito le loro strategie sotto il marchio PAG.